# Пасатська сільська рада
Паса́тська сільська́ ра́да — колишня адміністративно-територіальна одиниця та орган місцевого самоврядування в Балтському районі Одеської області. Адміністративний центр — село Пасат.

## Загальні відомості
- Територія ради: 39,17 км²
- Населення ради: 703 особи (станом на 2001 рік)
- Територією ради протікає річка Батіжок

## Населені пункти
Сільській раді підпорядковані населені пункти:
- с. Пасат

## Населення
Згідно з переписом 1989 року населення сільської ради становило 835 осіб, з яких 331 чоловік та 504 жінки.
За переписом населення 2001 року в сільській раді мешкала 691 особа.

### Мова
Розподіл населення за рідною мовою за даними перепису 2001 року:
| Мова       | Відсоток |
| ---------- | -------- |
| українська | 89,9 %   |
| молдовська | 6,54 %   |
| російська  | 2,99 %   |
| гагаузька  | 0,43 %   |

## Склад ради
Рада складається з 14 депутатів та голови.
- Голова ради: Пилипенко Людмила Миколаївна

### Керівний склад попередніх скликань
| Прізвище, ім'я, по батькові  | Основні відомості                                                                       | Дата обрання | Дата звільнення |
| ---------------------------- | --------------------------------------------------------------------------------------- | ------------ | --------------- |
| Бондарчук Іван Степанович    | Сільський голова, 1946 року народження, освіта середня спеціальна, член Партії регіонів | 26.03.2006   | 31.10.2010      |
| Бондарчук Іван Степанович    | Сільський голова, 1946 року народження, освіта середня спеціальна, член Партії регіонів | 31.10.2010   | 18.09.2011      |
| Пилипенко Людмила Миколаївна | Сільський голова, 1969 року народження, освіта вища, член Партії регіонів               | 18.09.2011   |                 |

Примітка: таблиця складена за даними сайту Верховної Ради України

### Депутати
За результатами місцевих виборів 2010 року депутатами ради стали:

#### За суб'єктами висування
| Суб'єкт висування                                       | Кількість обраних депутатів | %    |
| ------------------------------------------------------- | --------------------------- | ---- |
| Партія регіонів                                         | 7                           | 50   |
| Народна партія                                          | 4                           | 28,6 |
| Політична партія Всеукраїнське об'єднання «Батьківщина» | 2                           | 14,3 |
| Політична партія «Сильна Україна»                       | 1                           | 7,1  |

#### За округами
| № округу                                                | Прізвище, ім'я, по батькові       | Дата визнання обраним | Освіта  | Партійна приналежність                        | Відомості про обраного депутата                               |
| ------------------------------------------------------- | --------------------------------- | --------------------- | ------- | --------------------------------------------- | ------------------------------------------------------------- |
| Народна Партія                                          |                                   |                       |         |                                               |                                                               |
| 1                                                       | Крижановська Оксана Федорівна     | 01.11.2010            | вища    | член Народної партії                          | сільськогосподарський виробничий кооператив «Мрія», бухгалтер |
| 9                                                       | Куницька Валентина Василівна      | 01.11.2010            | вища    | член Народної партії                          | КОП, продавець                                                |
| 12                                                      | Прочаковська Ольга Олександрівна  | 01.11.2010            | вища    | член Народної партії                          | тимчасово не працює                                           |
| 14                                                      | Дабіжа Станіслав Іванович         | 01.11.2010            | вища    | член Народної партії                          | пенсіонер                                                     |
| Партія регіонів                                         |                                   |                       |         |                                               |                                                               |
| 2                                                       | Капуста Ганна Василівна           | 01.11.2010            | вища    | член Партії регіонів                          | ПАФ «Пасат», бухгалтер                                        |
| 3                                                       | Тимкова Любов Миколаївна          | 01.11.2010            | вища    | член Партії регіонів                          | Пасатська сільська рада, землевпорядник                       |
| 4                                                       | Гунявий Станіслав Анатолійович    | 01.11.2010            | вища    | член Партії регіонів                          | ПАФ «Пасат», бригадир                                         |
| 5                                                       | Причислова Валентина Василівна    | 05.12.2011            | середня | член Партії регіонів                          | сільський будинок культури, художній керівник                 |
| 6                                                       | Боцюровська Валентина Анатоліївна | 05.12.2011            | вища    | член Партії регіонів                          | Пасатська сільська рада, землевпорядник                       |
| 10                                                      | Лабушняк Вікторія В'ячеславівна   | 01.11.2010            | вища    | член Партії регіонів                          | тимчасово не працює                                           |
| 11                                                      | Тунява Тетяна Іванівна            | 01.11.2010            | вища    | член Партії регіонів                          | ПАФ «Пасат», комірник                                         |
| Політична партія Всеукраїнське об'єднання «Батьківщина» |                                   |                       |         |                                               |                                                               |
| 7                                                       | Лабушняк Любов Григорівна         | 01.11.2010            | вища    | член Партії регіонів                          | тимчасово не працює                                           |
| 13                                                      | Каніковська Надія Волоидимирівна  | 16.11.2010            | вища    | член Всеукраїнського об'єднання «Батьківщина» | Пасатська загальноосвітня школа, вчитель                      |
| Політична партія «Сильна Україна»                       |                                   |                       |         |                                               |                                                               |
| 8                                                       | Пилипено Людмила Миколаївна       | 01.11.2010            | вища    | член Партії регіонів                          | Пасатська сільська рада, секретар                             |